# Marta Oliver i Marín
Marta Oliver i Marín (Badalona, 8 de desembre de 2002) és una jugadora de bàsquet catalana de la lliga femenina 2.
Juga en la posició d'aler i escorta. Es va formar a les categories inferiors de la secció del Snatt's Femení Sant Adrià des de l'etapa escolar fins a la júnior. Amb l'equip adrianenc ha guanyat els campionats de Catalunya mini (2014), infantil (2015-2016) i cadet (2018), i d'Espanya infantil (2016) i cadet (2018).
A finals de 2020 va ser fitxada pel Club Joventut Badalona i incorporada al femení A.